# Ponte de Sai Van
A Ponte de Sai Van (chinês tradicional: 西灣大橋, chinês simplificado: 西湾大桥) é uma ponte atirantada em Macau, na China, inaugurada a 19 de dezembro de 2004. A ponte mede 2,2 quilómetros de comprimento e é a terceira a atravessar a Baía de Praia Grande, ligando a Ilha da Taipa e a Península de Macau. Possui um pavimento de dois andares, com um convés inferior fechado a ser utilizado em caso de fortes tufões quando as outras duas pontes que ligam a Taipa e a Península de Macau, nomeadamente Ponte Governador Nobre de Carvalho e Ponte da Amizade, estão fechadas. O espaço também é reservado no convés inferior para uma ligação ferroviária no futuro (Metro Ligeiro de Macau).

## Construção
Sai Van trata-se da primeira ponte de Macau suspensa por cabos, a terceira a ser construída sobre o mar de Macau, possui 2 200 metros de comprimento e foi construída toda em betão. Sua inauguração deu-se no dia 19 de dezembro de 2004 pelo Presidente da República Popular da China, Hu Jintao, contudo a abertura ao trânsito somente ocorreu a 9 de janeiro do ano seguinte.

## Tráfego
É uma ponte de dois andares, sendo seis vias de circulação no tabuleiro e duas no tabuleiro inferior, as últimas são reservadas para serem utilizadas durante intempéries, além do espaço para duas linhas do Metro Ligeiro de Macau. Os pilares centrais da ponte possuem o formato que lembra a letra M.
Câmaras e sensores de velocidade controlam o tráfego em várias zonas da ponte, a ultrapassagem a veículos pesados é proibida, assim como como a circulação de pessoas e de veículos não motorizados.
Entre as faixas dedicadas ao trânsito, uma é exclusiva para motas, porém, a utilização desta faixa exclusiva é temporária e motivo de debate na Assembleia Legislativa de Macau.

### Tabuleiro inferior
Devido a problemas de ventilação, a parte inferior da ponte, conhecida como tabuleiro inferior, não pode continuamente ser utilizada para o tráfego, embora diversos pedidos já tenham sido feitos ao governo para execução das obras no local no intuito de liberar os dois tabuleiros da ponte para o tráfego permanente.

## Galeria

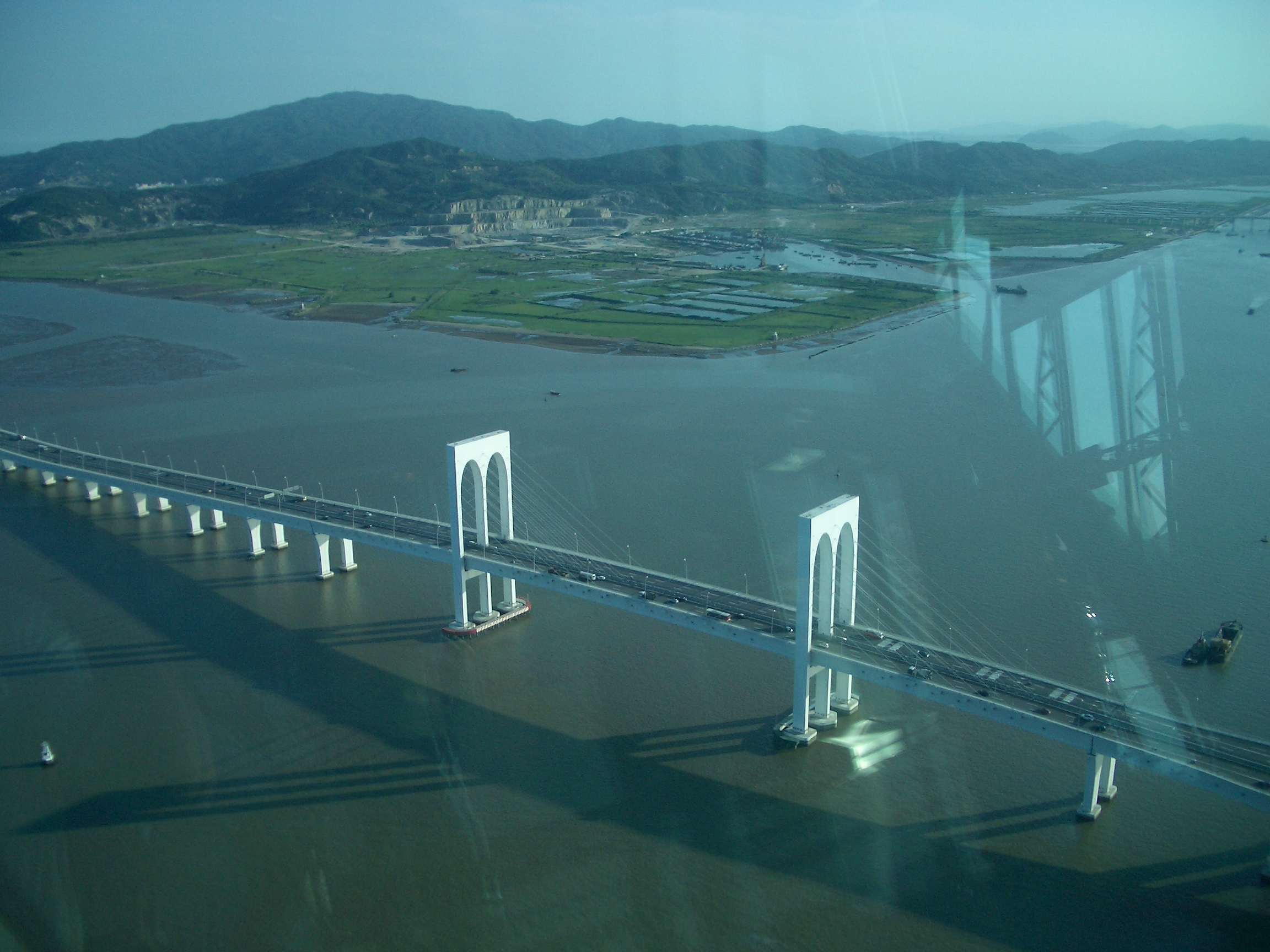
Vão central visto do alto.
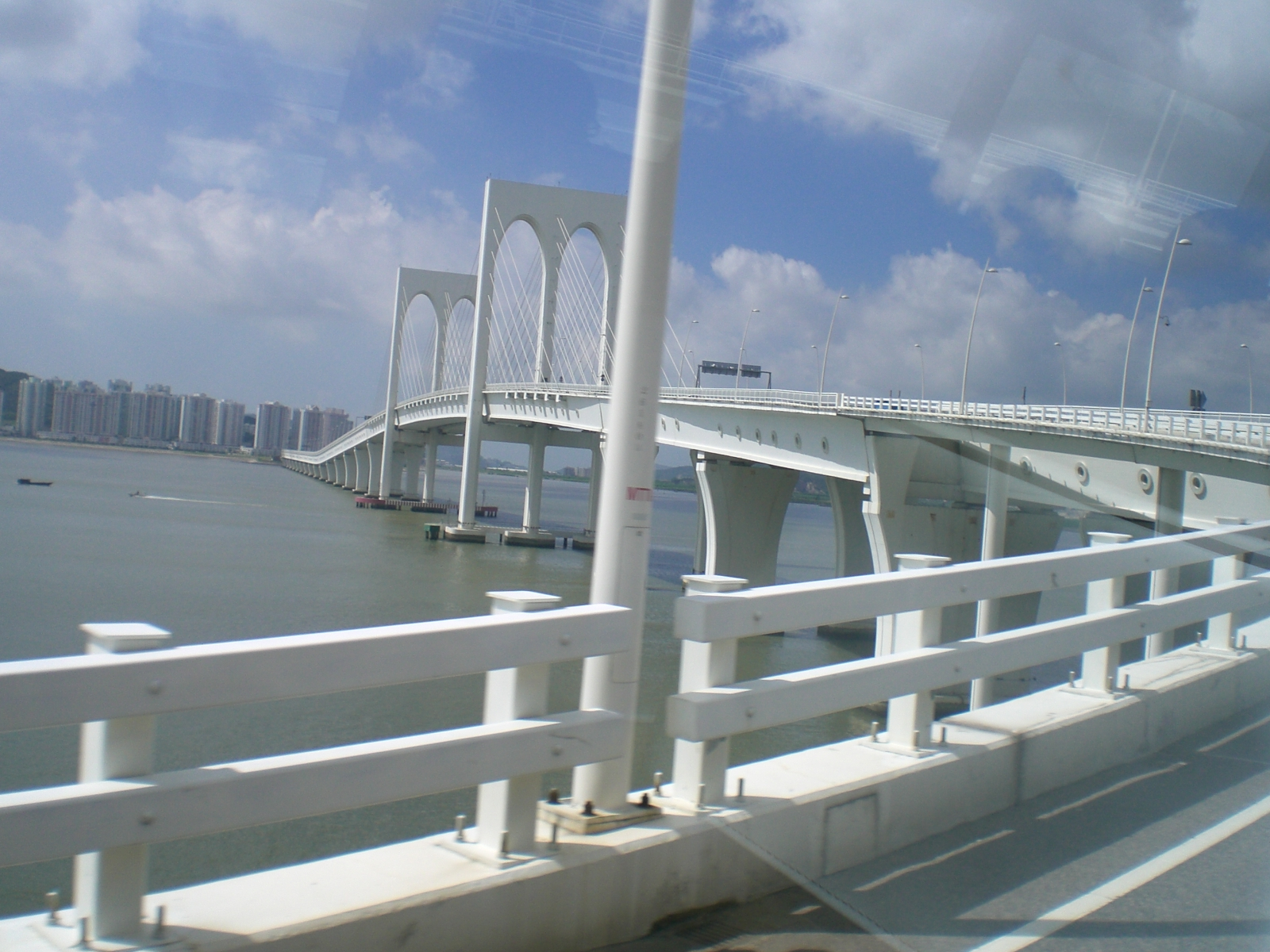
Ponte em detalhe.
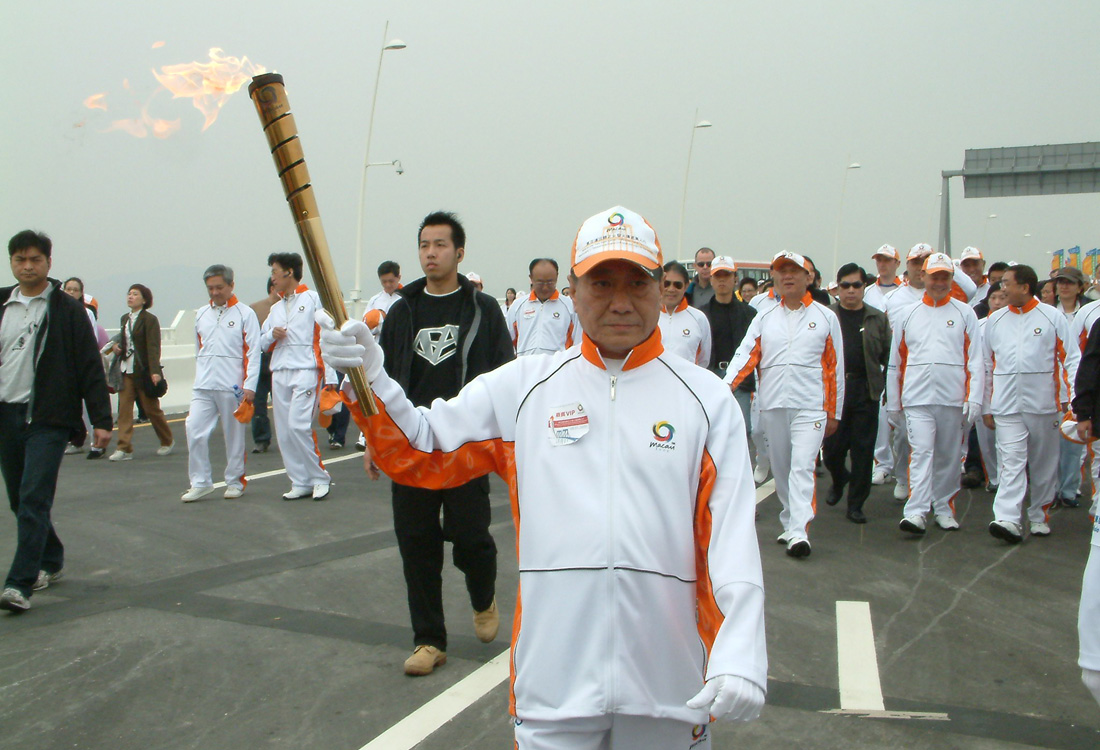
Transporte da Chama de Unificação nos Jogos da Ásia Oriental de 2005.
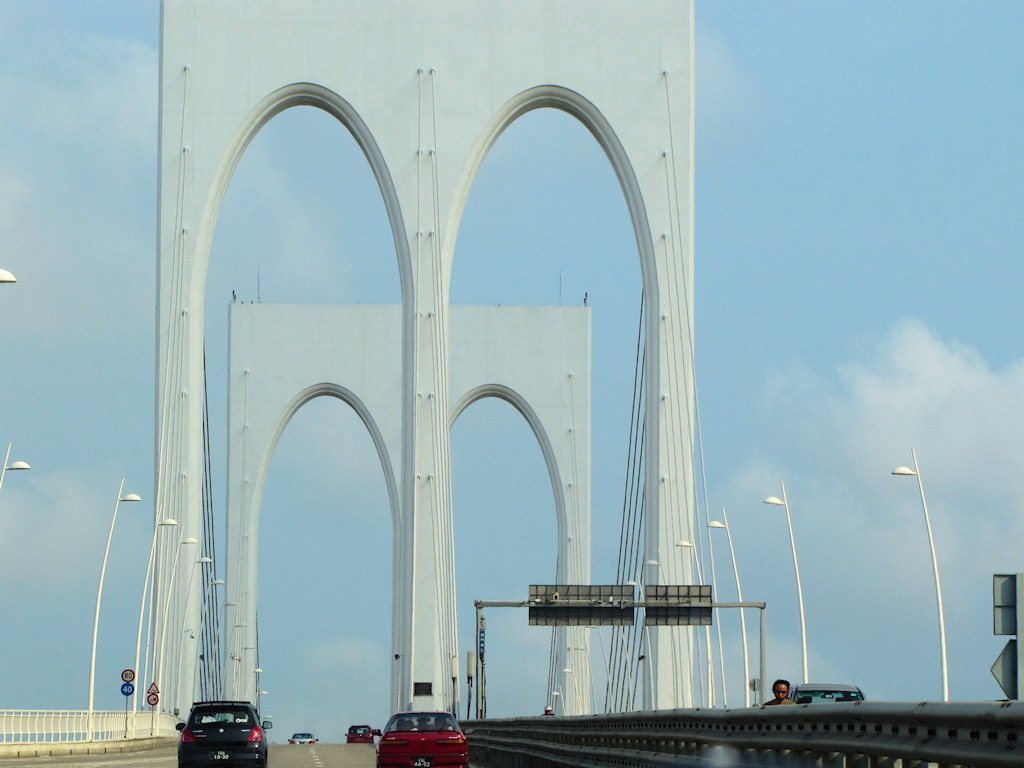
Detalhes dos pilares centrais.
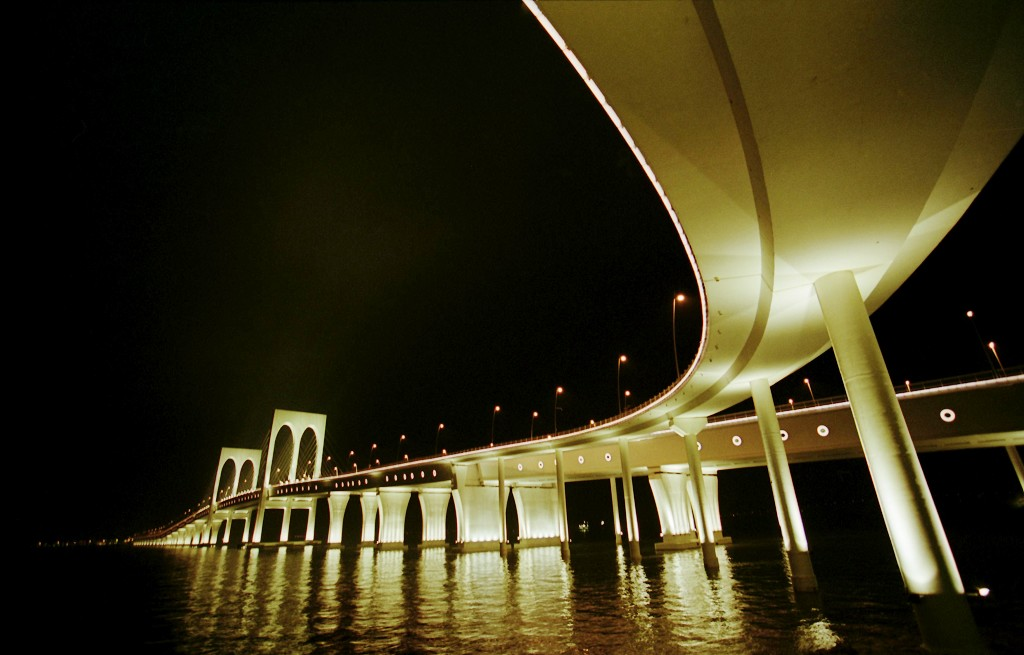
Panorama noturno da ponte.